# Liste der Baudenkmäler in Kleve

Denkmalplakette des Landes NRW

Die Liste der Baudenkmäler in Kleve führt die ausgewiesenen Baudenkmäler auf dem Gebiet der Stadt Kleve in Nordrhein-Westfalen auf. Dabei kann es sich beispielsweise um Sakralbauten, Wohn- und Fachwerkhäuser, historische Gutshöfe und Adelssitze, aber auch Industrieanlagen und Mühlen handeln, die eine besondere Bedeutung für die Geschichte Kleves haben. Grundlage für die Aufnahme in die offizielle Denkmalliste ist das Denkmalschutzgesetz Nordrhein-Westfalens.
Hinweis: Die Reihenfolge der Denkmäler in dieser Liste entspricht der offiziellen Denkmalliste und ist nach Nummern, Namen/Bezeichnungen, Ortsteilen und Adressen sortierbar.

## Baudenkmäler
| Nr.      | Name/Objekttyp                                                             | Ortsteil           | Adresse                                                   | Datierung(en) | Kurzbeschreibung | Bild |
| -------- | -------------------------------------------------------------------------- | ------------------ | --------------------------------------------------------- | --- | --- | ---- |
| 1        | Friedrich-Wilhelm-Bad                                                      | Kleve              | Tiergartenstraße 41 (Standort)                            | 1846 Badegebäude, 1872 Wandelhalle und Hotel | Badehaus mit Wandelhalle und Kurhotel. Heute Museum Kurhaus Kleve |      |
| 2        | Windmühle                                                                  | Donsbrüggen        | Mehrer Straße 92a (Standort)                              | 1813 | Mit drehbarer Haube, achteckige Mühle mit Eichenschindeln bekleidet |      |
| 3        | Eisenbahnbrücke über den Altrhein                                          | Griethausen        | Griethausen-Salmorth (Standort)                           | 1865 | Eiserne Gitterbrücke in Kastenform |      |
| 4        | Schwanenburg                                                               | Kleve              | Schlossberg 1-2 (Standort)                                | 10. Jahrhundert, heutiger Bau ab 12. Jahrhundert, Umbauten 15., 16., 17., 19., 20. Jahrhundert                                                                                        | Schloss im Stil des Barocks |      |
| 5        | Johanna-Sebus-Denkmal                                                      | Wardhausen         | Johanna-Sebus-Straße (Nähe Nr. 62) (Standort)             | 1811 | Stele aus Blaustein mit deutscher und französischer Inschrift sowie Marmorrelief an der Schauseite |      |
| 6        | Evangelische Kirche (Kleine evangelische Kirche)                           | Kleve              | Stechbahn 31 (Standort)                                   | 1619–1621, Wiederaufbau nach Kriegszerstörung bis 1955 | Einschiffiger, gotisierender Backsteinbau, mit Küsterhaus, Friedhof und Einzäunung, im Innern moderne Gestaltung |      |
| 7        | Katholische Pfarrkirche St. Mariä Himmelfahrt (Stifts- und Propsteikirche) | Kleve              | Kapitelstraße (Standort)                                  | 1341–1356, 1394 Nordturm, 1425–1426 Südturm, 1856–1869 Gesamtrestaurierung, 1951–1957 Wiederaufbau nach Kriegszerstörung                                                              | Dreischiffige Pseudobasilika aus Backstein und teilweise Tuff mit Kreuzrippengewölbe, westliche Doppelturmanlage, Grabkapelle |      |
| 8        | Marstall                                                                   | Kleve              | Schlossstraße (Standort)                                  | 1457 | Ehemaliger Pferdestall der Schwanenburg, zweigeschossig, 7-achsig, Satteldach, Backstein, verputzt |      |
| 9        | Hofanlage                                                                  | Wardhausen         | Johanna-Sebus-Straße 42 (Standort)                        | Um 1800 | |      |
| 10       | Aussichtsturm                                                              | Kleve              | Königsallee 272 (Standort)                                | 1892 | Runder Backsteinbau |      |
| 11       | Zwingertor                                                                 | Kleve              | Schlosstorstraße (Standort)                               | 1664 | Rundbogentor aus Backstein und Werkstein |      |
| 12       | Heideberger Mauer                                                          | Kleve              | Heideberger Mauer (Standort)                              | Spätes Mittelalter | Reste der ehemaligen Stadtmauer |      |
| 13       | Haus Dorsemagen (Villa Nova)                                               | Kleve              | Tiergartenstraße 35 (Standort)                            | 1843, 1897 Anbau | Zweigeschossig mit Mezzanin, 5:3 Achsen mit vorspringendem Mittelrisalit mit drei Blendbogen, Backstein, verputzt |      |
| 14       | Haus Fuji                                                                  | Kleve              | Tiergartenstraße 52 (Standort)                            | 3. Viertel 19. Jahrhundert, 4. Viertel 19. Jahrhundert Anbau | Zweigeschossig mit Mezzanin, 5:2 Achsen, 2-achsiger Anbau rechts und etwas später entstanden, Backstein, verputzt |      |
| 15       | B.C. Koekkoek-Haus                                                         | Kleve              | Koekkoekplatz 1 (Standort)                                | 1847–1848, 1910–1911 Anbau | Viergeschossiges, in klassizistischen Formen errichtetes Patrizierhaus des Malers Barend Cornelis Koekkoek |      |
| 16       | Amphitheater                                                               | Kleve              | Tiergartenstraße (Standort)                               | 17. Jahrhundert | Bestandteil des Neuen Tiergartens, Parkanlage |      |
| 17       | Haus Bernauer                                                              | Kleve              | Tiergartenstraße 44 (Standort)                            | 1870er Jahre | Stadtvilla, Gebäudekomplex mit Gartenanlage |      |
| 18       | Ehemalige Remise des Hotels Styrum                                         | Kleve              | Joseph-Beuys-Allee 1 (Standort)                           | 19. Jahrhundert | |      |
| 19       | Doppelhaus                                                                 | Kleve              | Nassauerallee 140/142 (Standort)                          | 1. Hälfte 19. Jahrhundert | Eingeschossig mit Kniestock, 6-achsig, Walmdach, Backstein, verputzt |      |
| 20       | Ehemalige evangelische Dorfschule                                          | Keeken             | Bylandsweg 26–28 (Standort)                               | 1. Hälfte 19. Jahrhundert | |      |
| 22       | Belvedere                                                                  | Kleve              | Regenbogen 11 (Standort)                                  | 1842 | Dreigeschossiger Bau mit achteckigem kleinem Turm, Backstein, verputzt; Wohn- und Atelierhaus des Malers Barend Cornelis Koekkoek, auf Resten eines ehemaligen Stadtturmes                                                               |      |
| 23       | Haus Keeken                                                                | Keeken             | Klever Straße / Halderweide 15 (Standort)                 | 17. Jahrhundert | Ehemaliger Bylant-Haltscher Rittersitz, zwei zweigeschossige, aneinander stoßende Wohngebäude, und ein niedriger Küchen- und Stalltrakt                                                                                                  |      |
| 24       | Ehemalige katholische Pfarrkirche St. Willibrord                           | Kellen             | An der Kirche (neben Nr. 29) (Standort)                   | Anfang 12. Jahrhundert Langhaus, 1200 südlicher Sakristeianbau, um 1400 Chor, 1596 Turm, 1937–1940 nördliche Sakristei und Restaurierung                                              | Flachgedeckter Saalbau aus Tuffstein mit zwei Sakristeibauten, Chor und westlichem Fassadenturm aus Backstein |      |
| 25       | Wohnhaus                                                                   | Kleve              | Tiergartenstraße 46 (Standort)                            | 18./ Anfang 19. Jahrhundert, später umgebaut | Zweigeschossig, dreiachsig, Walmdach, Backstein, verputzt |      |
| 26       | Wohnhaus                                                                   | Kleve              | Tiergartenstraße 31 (Standort)                            | Um 1900 | Zweigeschossig, dreiachsig, mit flachen Pilastern, rechts Giebel, Backstein, mit verputzten Umrahmungen |      |
| 27       | Villa Belriguardo                                                          | Kleve              | Tiergartenstraße 39 (Standort)                            | Mitte 19. Jahrhundert | Zweigeschossig, 7:3 Achsen mit dreiachsigem Mittelrisalit, gusseiserne Brüstungsgitter vor den Fenstern, Backstein, verputzt |      |
| 28       | Wohnhaus                                                                   | Kleve              | Tiergartenstraße 37 (Standort)                            | Mitte 19. Jahrhundert | Zweigeschossig mit Mezzanin, 3:2 Achsen, gusseiserner Balkon über der Mitteltür, in der linken Schmalseite Nische mit Florastatue, Backstein, verputzt                                                                                   |      |
| 29       | Torgebäude                                                                 | Griethausen        | Oberstraße 79 (Standort)                                  | 18. Jahrhundert | Die Oberstraße abschließende Häuser mit korbbogiger Durchfahrt und dreiseitigem Ecktürmchen, Backstein, unverputzt |      |
| 30       | Haus Hauwerstein                                                           | Keeken             | Klever Straße 22 (Standort)                               | 1729 | T-Haus, eingeschossig, 4-achsig, rechts Opkamer, reetgedecktes Walmdach, Backstein, verputzt |      |
| 31       | Emmausheim                                                                 | Kleve              | Tiergartenstraße 27 (Standort)                            | 2. Viertel 19. Jahrhundert | Zweigeschossig, 5:4 Achsen, 3:1 achsiger übergiebelter Mittelrisalit mit flachem Balkon mit gusseisernem Gitter, Backstein, verputzt |      |
| 32       | Wohnhaus                                                                   | Kleve              | Prinzenhof 21 (Standort)                                  | Keller 17. Jahrhundert | Mit historischem Kreuzrippengewölbe |      |
| 33       | Burg Ranzow                                                                | Materborn          | Kirchweg 1 (Standort)                                     | Um 1663 auf älteren Ursprüngen erbaut, 19. Jahrhundert Umbauten, 1926 Erweiterungsbau (Mittelbau mit Kapelle und linker Flügel mit ehemaligem Kindergarten), 1990er Jahre Erweiterung | Zweigeschossiger Gebäudekomplex eines ehemaligen Gutsherrensitzes mit Kapelle und umgebender Parkanlage, Backstein, verputzt |      |
| 34       | Katholische Filialkirche St. Martinus                                      | Bimmen             | Heerstraße (Standort)                                     | Um 1242 Ursprungsbau, 15./16. Jahrhundert Saalanbau, 17. Jahrhundert Turm, 1721 Sakristeianbau                                                                                        | Saalbau aus Backstein mit Tonnengewölbe, westlicher Fassadenturm |      |
| 35       | Katholische Filialkirche St. Hermes                                        | Warbeyen           | Huiskampstraße 26 (Standort)                              | vor 1368 Chor, 15. Jahrhundert Langhaus, 1853 nördliches Seitenschiff und Sakristei, 1899–1901 westliche Erweiterung und Turm, 1961 Sakristeierweiterung                              | Zweischiffige Staffelhalle aus Backstein mit Kreuzrippengewölbe, überhöhtem Chorhaus, westlicher Fassadenturm |      |
| 36       | Katholische Pfarrkirche St. Willibrord                                     | Rindern            | Mars-Camulus-Straße (Standort)                            | vor 1858 Sakristei, 1869–1872 Langhaus und Chor, 1888 Turm | Dreischiffige Pseudobasilika aus Backstein mit Kreuzrippengewölbe, westlicher Fassadenturm |      |
| 37       | Kapelle St. Anna                                                           | Materborn          | Dorfstraße (Standort)                                     | nach 1480 Errichtung, 1495 (1480) bezeugt, um 1884 Abriss des Langhauses | Erhaltener einschiffiger Chorraum einer größeren Kirche aus Backstein, verputzt und teilweise geschlämmt, mit Kreuzrippengewölbe |      |
| 38       | T-Haus                                                                     | Keeken             | Palmenbaumweg 17 (Standort)                               | Anfang 19. Jahrhundert | Zweigeschossig, ursprünglich 6:2 Achsen, Walmdach, Backstein, geschlämmt |      |
| 39       | Wohnhaus in „holländischem“ Stil                                           | Kleve              | Tiergartenstraße 56–62 (Standort)                         | Um 1910 | Komplex von vier zweigeschossigen Häusern, Backstein mit Stuckbändern |      |
| 40       | Wohn- und Geschäftshaus                                                    | Kleve              | Tiergartenstraße 3 (Standort)                             | Um 1900 | Zweigeschossig, 5-achsig, links und in der Mitte flacher Risalit, Backstein, verputzt |      |
| 41       | Neugotisches Backsteinhaus                                                 | Kleve              | Hafenstraße 16 (Standort)                                 | 2. Hälfte 19. Jahrhundert | Mit niederrheinischem Treppengiebel, zweigeschossig, zweiachsig |      |
| 42       | Wohnhaus                                                                   | Kleve              | Tiergartenstraße 40 (Standort)                            | 3. Viertel 19. Jahrhundert | Rechter Teil eines Doppelhauses, zweigeschossig mit Mezzanin, zweimal fünf Achsen, Mittelrisalit mit Eingangstür und Balkon, Backstein, verputzt                                                                                         |      |
| 43       | Wohnhaus                                                                   | Kleve              | Tiergartenstraße 42 (Standort)                            | Viertel 19. Jahrhundert | Linker Teil eines Doppelhauses, zweigeschossig mit Mezzanin, zweimal fünf Achsen, Mittelrisalit mit Eingangstür und Balkon, Backstein, verputzt                                                                                          |      |
| 44 45    | Wohnhaus                                                                   | Kleve              | Tiergartenstraße 30–32 (Standort)                         | 4. Viertel 19. Jahrhundert | Teil eines Doppelhauses, zweigeschossig, 6-achsig, rechts Eckrisalit in zwei Achsen, Mansarddach mit stark verändertem Dachgeschoss, Backstein, verputzt                                                                                 |      |
| 46       | Evangelische Kirche                                                        | Schenkenschanz     | Schenkenschanz (Standort)                                 | 1845, 1634 Westturm | Einschiffige Saalkirche aus Backstein mit flachem Tonnengewölbe, Westturm |      |
| 47       | Evangelische Kirche                                                        | Keeken             | Bylandsweg (Standort)                                     | 1728, Westturm und Pfarrhaus 1894 | Saalkirche aus Backstein verputzt, in baulicher Verbindung mit dem Pfarrhaus, westlich vorgesetzter Turm mit Zwiebelhaube |      |
| 48       | Wohnhaus                                                                   | Kleve              | Tiergartenstraße 5 (Standort)                             | Mitte 19. Jahrhundert | |      |
| 49       | Katstelle                                                                  | Warbeyen           | Alte Mühle 54 (Standort)                                  | 1. Hälfte 19. Jahrhundert | |      |
| 50       | Katholische Filialkirche St. Lambertus                                     | Donsbrüggen        | Kranenburger Straße 22, Mehrer Straße (Standort)          | 1852–1854, 1959 nördliches Querhaus | Neugotischer Saalbau aus Backstein mit Kreuzrippengewölbe und Querhaus, westlicher Fassadenturm |      |
| 51       | Katholische Filialkirche St. Mariae Empfängnis (Unterstadtkirche)          | Kleve              | Kavarinerstraße 10 (Standort)                             | Ursprungsbau 1425–45, Dachreiter 1864, Wiederaufbau nach Kriegszerstörung bis 1950, Gesamtsanierung 1981–84                                                                           | Zweischiffiger Hallenbau aus Backstein mit Kreuzrippengewölbe |      |
| 52       | Herz-Jesu-Kloster                                                          | Kleve              | Hagsche Poort 23(–31) (Standort)                          | Ende 18. Jahrhundert, erweitert Ende 19. Jahrhundert | Zweigeschossig mit flacher Pilastereinteilung, ursprünglich symmetrische Anlage von fünf Achsen mit Mittelrisalit, später rechts drei Achsen hinzugefügt                                                                                 |      |
| 53       | Wohnhaus                                                                   | Kleve              | Tiergartenstraße 50 (Standort)                            | 3. Viertel 19. Jahrhundert | Zweigeschossig mit Mezzanin, dreiachsig, Backstein, verputzt |      |
| 54       | Evangelische Stiftung (Altbau)                                             | Kleve              | Hagsche Straße 83–85 (Standort)                           | 1767 | Zweigeschossiger, 11-achsiger Bau mit Mittelrisalit, von einem Flachgiebel bekrönt, Walmdach, Backstein, unverputzt |      |
| 55       | Katholische Filialkirche St. Mauritius                                     | Düffelward         | Röstendaalstraße (Standort)                               | 1851–1852 | Dreischiffige Pfeilerbasilika, neugotischer Saalbau aus Backstein mit Kreuzrippengewölbe, westlicher Fassadenturm |      |
| 56       | Wohnhaus                                                                   | Kleve              | Tiergartenstraße 48 (Standort)                            | 3. Viertel 19. Jahrhundert | Zweigeschossig, dreiachsig, Backstein, verputzt |      |
| 57       | Wohnhaus (früher RWE), Villa Maria                                         | Kellen             | Van-den-Bergh-Straße 1 (Standort)                         | 1880er Jahre | |      |
| 58       | Villa Anna                                                                 | Kleve              | Hoffmannallee 95 (Standort)                               | 1905 | Eingeschossige Jugendstilvilla mit reicher Dekoration aus Stuck, Backstein, verputzt, zugehöriges schmiedeeisernes Gitter und Gartenhaus                                                                                                 |      |
| 59       | Katholische Filialkirche St. Martinus                                      | Griethausen        | Martinusplatz (Standort)                                  | 1397, 1433 nördliches Seitenschiff und Turm, 1850 Restaurierung und südliches Seitenschiff, 1953 Wiederaufbau nach Kriegszerstörung                                                   | Dreischiffige Pfeilerbasilika aus Backstein mit Kreuzrippengewölbe, westlicher Fassadenturm |      |
| 60       | Katholische Filialkirche St. Mariä Himmelfahrt                             | Keeken             | Katharinenweg 13 (Standort)                               | 1532 Ursprungsbau, 2. Hälfte 17. Jahrhundert Seitenschiffe, 1709 und 1712 Aufstockung von Turm und Mittelschiff, 1876 Gesamtsanierung, 1955–1962 Wiederaufbau nach Kriegszerstörungen | Dreischiffige Pseudobasilika aus Backstein mit Querhaus, Kreuzgratgewölbe, westlicher Fassadenturm mit drei Geschossen aus Tuff |      |
| 61       | Windmühle                                                                  | Keeken             | Huf'scher Weg (Standort)                                  | 1810 | Mit drehbarer Haube, Backstein |      |
| 62       | Haus Schmithausen                                                          | Kellen             | Emmericher Straße 24 (Standort)                           | nach 1750 | Rokokoschlösschen, neun Achsen, nur der dreiachsige Mittelpavillon zweigeschossig und mit geschweiftem Dach, Seitenflügel mit Mansarddächern, Backstein, verputzt                                                                        |      |
| 63       | Bauernhaus                                                                 | Kellen             | Emmericher Straße 121 (Standort)                          | Mitte 19. Jahrhundert | Zweigeschossig, 5:2 Achsen, Walmdach, Backstein, verputzt |      |
| 64 65 66 | Wohnhaus im „holländischen“ Stil                                           | Kleve              | Tiergartenstraße 56–62 (Standort)                         | Um 1910 | Komplex von vier zweigeschossigen Häusern, Backstein mit Stuckbändern |      |
| 67       | T-Haus                                                                     | Brienen            | Am alten Rhein 74 (Standort)                              | 1876 | Eingeschossig mit Kniestock, 5-achsig, Tür und Ecken flankiert von flachen Pilastern mit Köpfen aus Stuck, reich umrahmtes Dachfenster, Seitengiebel mit Blindnische, Satteldach, Backstein, verputzt                                    |      |
| 68       | Haus Brienen (ehemalige Lüps’sche Gutsverwaltung)                          | Brienen            | Lüps’sche Straße 20 (Standort)                            | 19. Jahrhundert | |      |
| 69       | Ehemaliges Pastorat                                                        | Donsbrüggen        | Mehrer Straße 1 (Standort)                                | 1807/1845/1908 | Zweigeschossig, 5-achsig, Walmdach, Backstein, unverputzt |      |
| 70       | Dr.-Arntz-Turm                                                             | Kleve              | Kavarinerstraße 30 (Standort)                             | Um 1850–1860 | Neugotischer Backsteinturm |      |
| 71       | Wohn- und Geschäftshaus                                                    | Kleve              | Kavarinerstraße 31 (Standort)                             | Mitte 19. Jahrhundert Dachfenster und Haustür Ende 19. Jahrhundert | Zweigeschossig, 4-achsig, Backstein, geschlämmt |      |
| 72       | Wohnhaus                                                                   | Kleve              | Tiergartenstraße 36 (Standort)                            | 3. Viertel 19. Jahrhundert | Zweigeschossig, 4:2 Achsen, flacher Mittelrisalit in zwei Achsen mit gusseisernem Balkon, Backstein, verputzt |      |
| 73       | Wohnhaus                                                                   | Kleve              | Tiergartenstraße 38 (Standort)                            | 4. Viertel 19. Jahrhundert | Zweigeschossig, 4-achsig, die linke Achse in Form eines flachen Risalits mit sechseckigem Erker im Erdgeschoss, Backstein, verputzt |      |
| 74       | Aldenhof                                                                   | Kellen             | Banndeich 1 (Standort)                                    | 2. Viertel 19. Jahrhundert | Zweigeschossig, 7-achsig mit zugefügtem Stallgebäude links, Walmdach, Backstein, verputzt |      |
| 75       | Lippenhof                                                                  | Warbeyen           | Emmericher Straße 20 (Standort)                           | Mitte 19. Jahrhundert | Zweigeschossig, 7-achsig, Walmdach, Backstein, unverputzt, Nebengebäude zugehörig |      |
| 76       | Reste der Kapelle des Tertiarinnenklosters                                 | Griethausen        | Martinusplatz 5 (Standort)                                | 15. Jahrhundert, nach 1636 erneuert, nach 1802 Umbau | Ehemaliges Pfarrhaus, heute private Nutzung |      |
| 77       | Schloss Gnadenthal                                                         | Donsbrüggen        | Gnadenthal 2, 4, 6 und 8 (Standort)                       | Anfang 19. Jahrhundert, gebaut mit Benutzung von Bauteilen aus dem 18. Jahrhundert | Zweigeschossiger, 15-achsiger Schlossbau mit Eck- und Mittelrisalit, Backstein, verputzt, ursprünglich Hofanlage, dann Augustinerkloster, danach Landschloss                                                                             |      |
| 79       | Friedhof der jüdischen Gemeinde                                            | Kleve              | Ernst-Goldschmidt-Straße und Heideberger Mauer (Standort) | 17. Jahrhundert und später | |      |
| 80       | Ehemaliges Staatshochbauamt                                                | Kleve              | Tiergartenstraße 29 (Standort)                            | Mitte 19. Jahrhundert | Zweigeschossig mit Mezzanin, 5:4 Achsen, gusseiserner Balkon mit Baldachin über Mitteltür, Backstein, neu verputzt |      |
| 81       | Windmühle                                                                  | Rindern            | Keekener Straße 98a (Standort)                            | Anfang 19. Jahrhundert | Mit drehbarer Haube, Backstein, verputzt |      |
| 82       | Gut Hogefeld                                                               | Rindern            | Drususdeich 201 (Standort)                                | 2. Hälfte 19. Jahrhundert | Neugotischer Herrenhof mit Allee, Wohntrakt zweigeschossig mit Satteldach zwischen zwei niederrheinischen Treppengiebeln, viergeschossiger Turm                                                                                          |      |
| 83       | Wohn- und Geschäftsgebäude                                                 | Kleve              | Hafenstraße 14 (Standort)                                 | Ende 19. Jahrhundert | Gruppe von zwei Wohnhäusern und Tür zu Nr. 16., zweigeschossig, durch flache Pilaster in Mittel- und Eckrisalite eingeteilt, 6-achsiges Mansarddach, Backstein mit Stuckornamenten                                                       |      |
| 84       | Ehemaliges Forstamt                                                        | Kleve              | Tiergartenstraße 64 (Standort)                            | Anfang 20. Jahrhundert | Zweigeschossig, asymmetrisch, Backstein, verputzt |      |
| 85       | Bahnhofsgebäude                                                            | Kleve              | Bahnhofsplatz 17 (Standort)                               | Um 1863 | Zweigeschossiger Mittelteil in drei Achsen mit Flachgiebel und Satteldach, an beiden Seiten eingeschossige Seitentrakte mit zwei Achsen, Backstein, verputzt                                                                             |      |
| 86       | Wohnhaus „Villa Flora“                                                     | Kleve              | Gruftstraße 1 (Standort)                                  | Mitte 19. Jahrhundert | Neuklassizistische Villa auf quadratischem Grundplan, Vordergiebel 4-achsig mit Balkon über beiden Mittelfenstern, Eingangsseite flach mit zurückliegendem Haupteingang mit Rundbogenportal, Backstein, verputzt                         |      |
| 87       | T-Haus                                                                     | Rindern            | Sperlingsweg 16 (Standort)                                | Anfang 19. Jahrhundert | T-Haus |      |
| 88       | Wohnhaus                                                                   | Kleve              | Ringstraße 20 (Standort)                                  | 1900 | Zweigeschossig, rechte Hälfte zweiachsig mit geschweiftem Giebel, linke Hälfte zurückliegend mit Veranda auf schweren, runden Säulen, Fensterumrahmungen im ersten Geschoss und im Giebel in quasi-gotischen Formen, Backstein, verputzt |      |
| 89       | Freiherr-vom-Stein-Gymnasium                                               | Kleve              | Römerstraße 9 (Standort)                                  | 1899 | Dreigeschossig mit hohem Kellergeschoss, dreiachsiger Mittelbau mit zwei niedrigeren polygonalen Flügeln (ursprünglich Türme), Backstein mit Werksteingliederung und Ornamenten in neugotischem und neuromanischem Stil                  |      |
| 90       | Wohnhaus (Ecke Herzogstraße)                                               | Kleve              | Bahnhofstraße (Standort)                                  | Ende 19. Jahrhundert | |      |
| 91       | Villa                                                                      | Kleve              | Lindenallee 13 (Standort)                                 | Ende 19. Jahrhundert | Auf quadratischem Grundriss, zweigeschossig, 3:3 Achsen, Backstein, verputzt |      |
| 92       | Realschule                                                                 | Kleve              | Hoffmannallee 15 (Standort)                               | 1904 | Backstein-Neugotik, dreigeschossig mit viergeschossigem, dreiachsigem Mittelrisalit mit Treppengiebel, Backstein mit Werksteingliederung und Ornamenten                                                                                  |      |
| 93       | Wohnhaus                                                                   | Kleve              | Stechbahn 53 (Standort)                                   | Um 1900 | Zweigeschossig, dreiachsig, mit flauem Mittelrisalit, bekrönt von einem Dachfenster, Backstein mit Stuckdekoration |      |
| 94       | Wohnhaus                                                                   | Kleve              | Stechbahn 55 (Standort)                                   | Um 1900 | Zweigeschossig, dreiachsig, mit flauem Mittelrisalit, Backstein mit Stuckdekoration |      |
| 95       | Wohnhaus                                                                   | Kleve              | Stechbahn 61 (Standort)                                   | Um 1910–1920 | Zweigeschossig, mit Erker und breiter Giebelfront im Dachgeschoss, Backstein, geschlämmt |      |
| 96       | Wohnhaus                                                                   | Kleve              | Stechbahn 51 (Standort)                                   | Um 1910 | Zweigeschossig, mit polygonalem Erker im ersten Geschoss, darauf, im Dachgeschoss, ein polygonaler Turm mit zwiebelförmiger Bekrönung, Backstein, verputzt                                                                               |      |
| 97       | Wohnhaus                                                                   | Kleve              | Tiergartenstraße 20 (Standort)                            | 3. Viertel 19. Jahrhundert | Zweigeschossig mit Mezzanin, 5-achsig, gusseiserner Balkon über Mitteltür, Backstein, verputzt |      |
| 99       | Wohneckhaus Römerstraße 26 / Drususstraße 1                                | Kleve              | Drususstraße 1 (Standort)                                 | Um 1920 | Zweigeschossiges Haus mit Erkern und hohen Giebeln, drittes Geschoss aufgenommen in hohem Mansarddach, Backstein, zum Teil zementiert |      |
| 100      | Wohnhaus                                                                   | Kleve              | Adolfsweg 48 (Standort)                                   | 1910 | |      |
| 101      | T-Haus                                                                     | Keeken             | Kranichweg 8 (Standort)                                   | vermutlich 1. Hälfte 19. Jahrhundert | |      |
| 102      | Windmühle                                                                  | Kellen             | Riswicker Straße 102 (Standort)                           | Vermutlich um 1860 (Akte), Anfang 19. Jahrhundert (de Werd) | Im Zweiten Weltkrieg bis auf den Stumpf zerstört, Backstein, unverputzt |      |
| 103      | Katholische Pfarrkirche St. Anna                                           | Materborn          | Dorfstraße 34 (Standort)                                  | 1880–1882, 1904–1905 Turm, 2008 Gesamtsanierung | Einschiffiger Saalbau aus Backstein mit Kreuzrippengewölbe, Chorflankenturm ohne Turmhelm |      |
| 104      | T-Haus                                                                     | Düffelward         | Röstendaalstraße 24 (Standort)                            | 1765; 4. Viertel 19. Jahrhundert umgebaut, Stallgebäude erneuert im Zweiten Weltkrieg                                                                                                 | Zweigeschossig, 5:2 Achsen, Walmdach, Backstein, verputzt |      |
| 105      | Katholische Filialkirche Herz-Jesu                                         | Kleve              | Rindernscher Deich 45 (Standort)                          | 1868–1871 | Ehemalige Klosterkirche: Saalbau aus Backstein mit Kreuzgratgewölbe, Sakristei; ehemalige Klostergebäude (Kapuzinerkloster): zweigeschossiges Backsteingebäude mit Innenhof                                                              |      |
| 106      | Prinz-Moritz-Kanal                                                         | Kleve              | zwischen Tiergartenstraße und Landwehr (Ort)              | 17. Jahrhundert | Bestandteil des Neuen Tiergartens, Parkanlage |      |
| 107      | Gebäude                                                                    | Kleve              | Grüner Heideberg 29 (Standort)                            | Um 1900 | |      |
| 108      | Gebäude                                                                    | Kleve              | Grüner Heideberg 31 (Standort)                            | Um 1900 | |      |
| 109      | Försterdenkmal für die in den Weltkriegen gefallenen Forstbeamten          | Materborn          | Reichswald, hinter dem englischen Friedhof (Standort)     | 1930, 1964/65 Erweiterung durch Walter Brüx | |      |
| 110      | Verwaltungsgebäude der Stadtwerke Kleve                                    | Kleve              | Flutstraße 36 (Standort)                                  | 1904 | L-förmiges Haus, zweigeschossig, drittes Geschoss in den geschweiften Giebeln, Backstein, verputzt |      |
| 111      | T-Haus                                                                     | Keeken             | Vossegatt 27 (Standort)                                   | 1905 | Ehemaliges Kloster |      |
| 112      | Schleuse Brienen                                                           | Brienen/Wardhausen | (Am alten Rhein) (Standort)                               | ab 1656, 1844–1846 Ausbauten, 1907–1910, 1933 | |      |
| 113      | Cupido-Säule                                                               | Kleve              | Nassauerallee, Ecke Lindenallee (Standort)                | 1653 | |      |
| 114      | Wohnhaus                                                                   | Kleve              | Gruftstraße 6 (Standort)                                  | Um 1900 | Zweigeschossig, 3:2 Achsen, risalitartige Eingangspartie, Dach geändert, Backstein mit imitiertem Natursteinputz |      |
| 115      | T-Haus                                                                     | Kellen             | An der Kirche 24 (Standort)                               | 4. Viertel 18. Jahrhundert | Eingeschossig mit Kniestock, 5-achsig, links Opkamer, reetgedecktes Walmdach, Backstein, verputzt |      |
| 117      | Hofanlage                                                                  | Keeken             | Huf’scherweg 101 (Standort)                               | 1810, 1908 Erker | 2½-geschossig mit Walmdach, Mittelrisalit an der Hauptfassade, vorgelagerter halbrunder Erker |      |
| 118      | Ehemaliges Müllerhaus                                                      | Rindern            | Keekener Straße 98 (Standort)                             | Um 1910 | |      |
| 119      | Katholisches Pfarrhaus                                                     | Rindern            | Hohe Straße 105 (Standort)                                | 1888 | | ;    |
| 120      | Spitzenhof                                                                 | Warbeyen           | Kropse Weg 14 (Standort)                                  | 1830, um 1900 Stall | |      |
| 121      | Ehemaliges Straßenbahndepot                                                | Kellen             | Briener Straße 9–13 (Standort)                            | 1911 | |      |
| 122      | Beckershalbehof                                                            | Keeken             | Spicker 45 (Standort)                                     | Mitte 19. Jahrhundert | T-Haus, zweigeschossig, 4:2 Achsen, rechts Opkamer, Walmdach, Backstein, verputzt |      |
| 123      | Hofstelle hinter der Kirche                                                | Donsbrüggen        | Mehrer Straße 4 (Standort)                                | Ende 19. Jahrhundert | Hallenhaus, eingeschossig, 5-achsig, Rundbogenfenster im Giebelgeschoss |      |
| 125      | Wohnhaus                                                                   | Kleve              | Tiergartenstraße 14 (Standort)                            | Mitte 19. Jahrhundert | Zweigeschossig mit Mezzanin, fünf Achsen, dreiachsiger Mittelrisalit mit gusseisernem Balkon, Backstein, neu verputzt |      |
| 126      | Wohnhaus                                                                   | Kleve              | Tiergartenstraße 16 (Standort)                            | 3. Viertel 19. Jahrhundert | Zweigeschossig mit Mezzanin, fünf Achsen mit vorspringendem Mittelrisalit, Backstein, verputzt |      |
| 127      | Roderholtshof                                                              | Warbeyen           | Schaarweg 28 (Standort)                                   | Um 1850 | Renoviert um 2016 |      |
| 128      | Rheinbrücke Kleve/Emmerich                                                 | Warbeyen           | Bundesstraße 220 (Standort)                               | 1965 | Hängebrücke mit einer Länge von 893 Metern, Stützweite bis zu 500 Meter, zwei 76,7 Meter hohe Stahlpylone |      |
| 129      | Hof ten Berge                                                              | Kellen             | Zum Breijpott 46 (Standort)                               | 1813 | T-Haus, zweigeschossig, 7:4 Achsen, Walmdach, Backstein, geschlämmt; Hofstelle unter Denkmalschutz, Hauptgebäude nicht |      |
| 130      | Katharinenhof                                                              | Keeken             | Katharinenweg 5 (Standort)                                | | T-Haus, zweigeschossig |      |
| 131      | Ehemalige Schule                                                           | Kellen             | An der Kirche 36–40 (Standort)                            | Um 1890 | |      |
| 132      | Wohnhaus                                                                   | Kleve              | Römerstraße 31 (Standort)                                 | Anfang 20. Jahrhundert | |      |
| 133      | Hafenanlage                                                                | Kleve              | Hafen (Ort)                                               | 1932/33 Hafenanlage am Gaswerk und Wendehafenbecken, nach dem Zweiten Weltkrieg Siloanlage und Güterschuppen, 1. Jahrzehnt 20. Jahrhundert Wohnhaus                                   | Heute Campus Kleve der Hochschole Rhein-Waal |      |
| 134      | Wohnhaus                                                                   | Rindern            | Hohe Straße 129 (Standort)                                | 18. Jahrhundert | T-Haus |      |
| 135      | Wohnhaus                                                                   | Kleve              | Nassauer Allee 2 (Standort)                               | 1904 | Mit Zaun und Mauer im rückwärtigen Grundstücksbereich |      |

## Ehemalige Baudenkmäler
| Nr. | Name/Objekttyp          | Ortsteil              | Adresse                                         | Datierung(en)             | Kurzbeschreibung                                     | Bild |
| --- | ----------------------- | --------------------- | ----------------------------------------------- | ------------------------- | ---------------------------------------------------- | ---- |
| 21  | Schützenhaus Kleve      | Kleve                 | Erlenbusch/Schützenpark                         | 1845                      | Hallenbau aus Holz mit Fachwerkfüllung, niedergelegt |      |
| 58  | Hoppensackhof           | Rindern               | Keekener Straße 2                               |                           | Abgerissen (?)                                       |      |
| 116 | Schrankenwärterhäuschen | Kleve und Donsbrüggen | Stiller Winkel / Wasserburgallee und Gnadenthal |                           | Industriegeschichtliches Gebäude, abgerissen         |      |
| 124 | Wohnhaus                | Kleve                 | Ludwig-Jahn-Straße 22 (Standort)                | 2. Hälfte 19. Jahrhundert | Niedergelegt                                         |      |